# Парламентские выборы в Испании (ноябрь 2019)
Досрочные парламентские выборы в Испании 2019 года состоялись в воскресенье, 10 ноября, и стали четырнадцатыми, проведёнными в соответствии с испанской Конституцией 1978 года. На них было избрано 350 членов Конгресса депутатов, а также 208 из 260 сенаторов.
Досрочные выборы были проведены в соответствии со статьей 99.5 Конституции Испании в результате провала переговоров о формировании правительства между Испанской социалистической рабочей партией (ИСРП) и «Вместе мы можем» после поражения лидера социалистов Педро Санчеса в ходе голосования о назначении главы правительства 23—25 июля 2019 года. 17 сентября того же года король Филипп VI отказался предлагать какого-либо кандидата на пост премьер-министра из-за отсутствия согласия между партиями, в результате новые выборы были назначены на 10 ноября. Неудача в переговорах побудила одного из основателей «Подемос» Иньиго Эррехона превратить свою региональную платформу «Мас Мадрид», которая добилась выдающихся результатов на региональных выборах в Мадриде 26 мая, в национальный альянс «Мас Паис», в который вошли ряд региональных партий и бывших союзников «Подемос» и «Объединённых левых» (IU), таких как Коалиция «Компромисс», «Экуо» или Союз арагонцев (CHA), а также ряд официальных лиц «Подемоса».
Явка избирателей была самой низкой с момента перехода к демократии в 1975 году: в голосовании приняли участие всего 66,2 % избирателей, что ниже предыдущего отрицательного рекорда, установленного на выборах 2016 года (66,5 %). Итоги выборов продемонстрировали частичное восстановление позиций консервативной Народной партии (PP) и значительный рост ультраправой партии «Голос» за счёт правоцентристской партии «Граждане» (Cs), которая потерпела одну из крупнейших неудач в истории испанских выборов после того, как добилась своего лучшего результат в апреле 2019 года, что ознаменовало конец активной политической карьеры её лидера Альберта Риверы. И ИСРП, и «Вместе мы можем» понесли потери, но всё же смогли превзойти своих правых оппонентов из PP, «Голоса» и Cs. Обе партии согласились отложить в сторону свои политические распри и успешно договорились о формировании коалиционного правительстве вскоре после выборов, чтобы стать первой в Испании правящей коалицией со времён Второй Испанской республики.
Срок полномочий вновь сформированного правительства, которое было официально утверждено 13 января 2020 года, будет быстро омрачен вспышкой пандемии COVID-19 в марте и её политическими и экономическими последствиями, в том числе мировой рецессией, худшей со времён Великой депрессии, начавшейся в результате массовых ограничений, введенных для сдерживания распространения SARS-CoV-2.

## Избирательная система
Генеральные кортесы Испании — двухпалатный парламент. Нижняя палата — Конгресс депутатов — обладает большей законодательной властью, чем верхняя, Сенат, имея возможность избрать премьер-министра или отозвать его, а также отменить вето Сената абсолютным большинством голосов. Тем не менее, Сенат обладает несколькими исключительными (но ограниченными по количеству) функциями, такими как внесение поправок в конституцию, которые не подлежат отмене Конгрессом. Выборы членов Генеральных кортесов проводятся на основе всеобщего избирательного права, в них имеют право участвовать все граждане старше 18 лет, полностью пользующиеся своими политическими правами. Граждане Испании, проживающие за границей, также могут участвовать в голосовании, для чего, прежде чем им будет разрешено голосовать, надо подать заявку.
348 членов Конгресса депутатов из 350 избираются с использованием метода Д’Ондта и пропорционального представительства по закрытым спискам с избирательным порогом в 3 % действительных голосов, включая пустые бюллетени, применяемых в каждом округе. Места распределены по округам, каждый из которых представляет одну из провинций Испании, каждая из которых представлена в Конгресс минимум двумя депутатами, а остальные 248 мест распределяются между провинциями пропорционально их населению. Оставшиеся два места выделены Сеуте и Мелилье, которые выбирают своих представителей в один тур большинством голосов. Использование метода Д’Ондта может привести к более высокому эффективному порогу в зависимости от величины округа.
208 членов верхней палаты, Сената Испании, из 265 избираются с использованием системы частичного блокового голосования с открытым списком, при которой избиратели голосуют за отдельных кандидатов, а не за партии. От 47 провинций полуострова избирается по четыре сенатора, тогда как в островных провинций, таких как Балеарские и Канарские острова, сенаторы избираются от островов, причём более крупные — Мальорка, Гран-Канария и Тенерифе представлены в верхней палате тремя депутатами, а меньшие — Менорка, Ибица-Форментера, Фуэртевентура, Гомера, Эль-Йерро, Лансароте и Ла-Пальма имеют по одному месту. Сеута и Мелилья избирают по два сенатора. Кроме того, автономные сообщества могут назначать по крайней мере одного сенатора каждое и имеют право на одного дополнительного сенатора на каждый миллион жителей. В округах, избирающих четыре сенатора, избиратели могли голосовать не более чем за трёх кандидатов; в двух- или трехмандатных — до двух кандидатов; и по одному кандидату в одномандатных округах.

## Партии и кандидаты
Закон о выборах позволяет представлять списки кандидатов партиям и федерациям, зарегистрированным в органах внутренних дел, а также коалициям и группам избирателей. Партии и федерации, намеревающиеся сформировать коалицию перед выборами, должны были проинформировать соответствующую избирательную комиссию в течение десяти дней после объявления о выборах. Партии, федерации или коалиции, не получившие мандата ни в одной из палат кортесов на предыдущих выборах, должны были получить подписи не менее 0,1 % избирателей в вышеупомянутых округах в округах, в которых они выдвигают своих кандидатов, запрещая избирателям подписывать более чем один список кандидатов, в то время как группы избирателей должны заручиться подписями не менее 1 % избирателей в вышеупомянутых округах. Закон о выборах предусматривает особый, упрощённый процесс повторных выборов, включая сокращение сроков, отмену требований сбора подписей, если они уже были соблюдены на непосредственно предыдущих выборах, и возможность сохранения списков и коалиций без необходимости повторного прохождения предвыборных процедур.
Ниже приводится список основных партий и избирательных союзов, участвовавших в выборах в ноябре 2019 года:
| Участники                                  | Партии и альянсы | Лидер | Лидер               | Идеология                                                      | Предыдущий результат | Предыдущий результат | Предыдущий результат | Правящая | Примечания                  |
| Участники                                  | Партии и альянсы | Лидер | Лидер               | Идеология                                                      | Голоса (%)           | Конгресс депутатов   | Сенат Испании        | Правящая | Примечания                  |
| ------------------------------------------ | --- | ----- | ------------------- | -------------------------------------------------------------- | -------------------- | -------------------- | -------------------- | -------- | --------------------------- |
| Испанская социалистическая рабочая партия  | Список - Испанская социалистическая рабочая партия (PSOE) - Социалистическая партия Каталонии (PSC) |       | Педро Санчес        | Социал-демократия                                              | 28,67 %              | 123                  | 123                  | ✔        |                             |
| Народная партия                            | Список - Народная партия (PP) - Форум граждан (FAC) |       | Пабло Касадо        | Консерватизм Христианская демократия                           | 16,69 %              | 66                   | 54                   | ×        | [ 20 ]                      |
| Граждане                                   | Список - Граждане — Гражданская партия (Cs) - Союз, прогресс и демократия (UPyD) |       | Альберт Ривера      | Либерализм                                                     | 15,86 %              | 57                   | 4                    | ×        | [ 21 ]                      |
| «Вместе мы можем»                          | Список - «Подемос» (Podemos) - «Объединённые левые» — Коммунистическая партия Испании (PCE) — Аврора — Марксистская организация (La Aurora (om)) — Экосоциалисты региона Мурсия (ESRM) — «Инициатива за Иерро» (IpH) — Республиканская левая (IR) — Феминистская партия Испании (PFE) - «Ассамблея» (Batzarre) - «Вместе поднимем Арагон» (Alto Aragón en Común) - «Вместе мы можем—Мы вносим изменения» (ECP–Guanyem el Canvi) — Каталония вместе (CatComú) — «Подемос» (Podem) - «Вместе» (En Común) — «Подемос» (Podemos) — Объединённые левые (EU) |       | Пабло Иглесиас      | Левый популизм Прямая демократия Демократический социализм     | 14,32 %              | 42                   | 0                    | ×        | [ 22 ]                      |
| «Голос»                                    | Список «Голос» (Vox) |       | Сантьяго Абаскаль   | Правый популизм Ультранационализм Национал-консерватизм        | 10,26 %              | 24                   | 0                    | ×        |                             |
| РЛК—"Суверенисты"                          | Список - Республиканская левая Каталонии (ERC) - «Суверенисты» (Sobiranistes) - «Республиканская левая Страны Валенсия» (ERPV) |       | Габриэль Руфиан     | Каталонская независимость Левый национализм Социал-демократия  | 3,91 %               | 15                   | 11                   | ×        | [ 23 ]                      |
| Вместе за Каталонию                        | Список - Каталанская европейская демократическая партия (PDeCAT) - Вместе за Каталонию (JxCat) — Национальный призыв за Республику (CNxR) |       | Лаура Боррас        | Каталонская независимость Либерализм                           | 1,91 %               | 7                    | 2                    | ×        | [ 23 ]                      |
| Баскская националистическая партия         | Список Баскская националистическая партия (EAJ/PNV) |       | Айтор Эстебан       | Баскский национализм Христианская демократия Социал-демократия | 1,51 %               | 6                    | 9                    | ×        |                             |
| «Единство Страны Басков»                   | Список «Единство Страны Басков» (EH Bildu) — «Создать» (Sortu) — «Баскская солидарность» (EA) — «Альтернатива» (Alternatiba) |       | Мерче Айспуруа      | Баскский национализм Левый патриотизм Социализм                | 0,99 %               | 4                    | 1                    | ×        |                             |
| «Соглашение о националистическом единстве» | Список - Канарская коалиция (CCa) - «Новые Канары» (NCa) - КНП (PNC) - Группа независимых Иерро (AHI) |       | Ана Орамас          | Регионализм Канарский национализм Центризм                     | 0,66 %               | 2                    | 0                    | ×        | [ 25 ]                      |
| «Наварра объединяет»                       | Список - Союз наваррского народа (UPN) - Народная партия (PP) - «Граждане» (Cs) |       | Серхио Сайас        | Регионализм Христианская демократия Консерватизм Либерализм    | 0,41 %               | 2                    | 3                    | ×        | [ 26 ]                      |
| Регионалистская партия Кантабрии           | Список Регионалистская партия Кантабрии (PRC) |       | Хосе Мария Масон    | Регионализм Центризм                                           | 0,20 %               | 1                    | 0                    | ×        |                             |
| Галисийский националистический блок        | Список Галисийский националистический блок (BNG) — Союз галисийского народа (UPG) — Галисийское движение к социализму (MGS) — Абренте — Галисийская демократическая левая (Abrente–EDG) — Галисийский рабочий фронт (FOGA) |       | Нестор Рего         | Галисийский национализм Левый национализм Социализм            | 0,36 %               | 0                    | 0                    | ×        |                             |
| Группа социалистов Гомеры                  | Список Группа социалистов Гомеры (ASG) |       | Фабиан Чинеа Корреа | Инсуларизм Социал-демократия                                   | Сенат                | Сенат                | 1                    | ×        | [ 27 ]                      |
| «Мас Паис»                                 | Список - «Мас Паис» (Más País) - Экуо» (Equo) - Союз арагонцев (CHA) - More Commitment (Més Compromís) — Коалиция «Компромисс» (Compromís) — «Мас Паис» (Más País) |       | Иньиго Эррехон      | Зелёная политика Прямая демократия Альтерглобализм             | Новая                | Новая                | Новая                | ×        | [ 10 ] [ 28 ] [ 29 ] [ 30 ] |
| «Кандидатура народного единства»           | Список - «Кандидатура народного единства» (CUP) — Вперёд — Социалистическая организация национального освобождения (Endavant–OSAN) — Свободные люди (PL–PPCC) — Интернационалистская борьба (LI–CI) - «Давайте поменяем» (Capgirem) - Пираты Каталонии (Pirates.cat) |       | Мирейя Вехи         | Каталонская независимость Антикапитализм Социализм             | Новая                | Новая                | Новая                | ×        | [ 31 ] [ 32 ] [ 33 ]        |
| «Теруэль существует»                       | Список «Теруэль существует» (¡TE!) |       | Томас Гитарте       | Регионализм                                                    | Новая                | Новая                | Новая                | ×        |                             |

## Предвыборный период
В предвыборный период возникла новая левая избирательная платформа «Мас Паис», основанная бывшим соучредителем «Подемос» Иньиго Эррехоном на базе созданной им в 2018 году платформы «Мас Мадрид» после того, как левые не смогли договориться о коалиционном правительстве после апрельских выборов. К «Мас Паис» присоединились несколько других партий, таких как Коалиция «Компромисс», Союз арагонцев и Экуо, члены последней даже проголосовали за выход из коалиции «Вместе мы можем», чтобы присоединиться к платформе Эррехона. Руководство «Подемос» в регионе Мурсия также присоединилось к «Мас Паис». Согласно опросам платформа получила 6 % голосов, как только была сформирована.
24 сентября Верховный суд Испании вынес решение в пользу плана правящей ИСРП по удалению останков Франсиско Франко из аббатства Валье-де-лос-Каидос в мемориальном комплексе Долине Павших недалеко от Мадрида и перезахоронении их на муниципальном кладбище Мингоррубио в районе Эль-Пардо на севере Мадрида. Таким образом, социалисты реализовали своё давнее намерение, которое долгие годы тормозили правые. Настоятель аббатства первоначально объявил о том что вопреки решению Верховного суда не будет санкционировать эксгумацию Франко; однако 11 октября правительство Испании закрыло аббатство для публики, чтобы подготовиться к эксгумации, которая состоялась 24 октября. Вопрос о перезахоронении останков Франко разделил Испанию на два лагеря.
13 октября лидеры каталонского движения за независимость, причастные к событиям октября 2017 года, были приговорены Верховным судом за подстрекательство к мятежу и растрату к тюремному заключению на срок от 9 до 13 лет. Это решение вызвало в последующие дни волну масштабных протестов по всей Каталонии, особенно в Барселоне,.

## Опросы
В преддверии парламентских выборов в Испании в ноябре 2019 года различные организации проводили опросы общественного мнения, чтобы оценить намерения испанских избирателей. Результаты таких опросов отображены в этом разделе. Опросы общественного мнения, приведённые в этой статье проводились после законодательного запрета на проведение опросов общественного мнения, то есть 5 ноября и после.
Оценки намерений голосовать в основном относятся к гипотетическим выборам в Конгресс депутатов. Опросы перечислены в обратном хронологическом порядке, начиная с самых последних и используя даты проведения полевых исследований, а не дату публикации. Если даты полевых исследований неизвестны, вместо них указывается дата публикации. Наивысший процентный показатель в каждом опросе отображается с фоном, окрашенным в цвет ведущей партии. Если возникает ничья, это применяется к фигурам с наибольшим процентным соотношением. Столбцы «Лидеры» справа показывают разницу в процентах между партиями с наибольшим процентом в опросе.
| Организация                   | Дата                   | Участники | Явка  | PSOE | PP   | Cs  |      | Vox  | ERC | JxCat | PNV |     | CC-NCa | NA+ | PRC | Más País | CUP | Разница |
| Итоги выборов                 | 10 ноября              | N/A       | 66,2  | 28,0 | 20,8 | 6,8 | 12,9 | 15,1 | 3,6 | 2,2   | 1,6 | 1,1 | 0,5    | 0,4 | 0,3 | 2,4      | 1,0 | 7,2     |
| ----------------------------- | ---------------------- | --------- | ----- | ---- | ---- | --- | ---- | ---- | --- | ----- | --- | --- | ------ | --- | --- | -------- | --- | ------- |
| NC Report/La Razón            | 10 ноября              | ?         | ?     | 26,9 | 21,4 | 8,9 | 12,5 | 13,6 | 3,8 | 1,7   | 1,7 | 1,0 | 0,7    | 0,5 | 0,2 | 3,0      | 1,0 | 5,5     |
| SocioMétrica/El Español       | 9—10 ноября            | 4000      | ?     | 26,1 | 19,9 | 7,8 | 14,0 | 14,1 | 3,5 | 1,7   | 1,5 | 1,1 | 0,4    | 0,3 | 0,2 | 3,4      | 1,5 | 6,2     |
| Celeste-Tel/eldiario.es       | 8—10 ноября            | 1100      | 67,8  | 27,4 | 20,8 | 8,5 | 12,9 | 13,5 | 3,6 | 1,8   | 1,7 | 1,1 | 0,8    | 0,4 | 0,2 | 2,8      | 1,1 | 6,6     |
| GAD3/RTVE-FORTA               | 25 октября — 10 ноября | 13 000    | 72    | 27,3 | 20,1 | 8,5 | 12,2 | 16,3 | 3,5 | 1,6   | 1,5 | 1,0 | 0,5    | 0,4 | 0,2 | 2,1      | 1,2 | 7,2     |
| GESOP/El Periòdic             | 7—9 ноября             | 903       | 70-72 | 26,7 | 19,4 | 7,9 | 14,3 | 14,9 | 2,6 | 1,4   | —   | —   | —      | —   | —   | 2,8      | 1,1 | 7,3     |
| ElectoPanel/Electomanía       | 7—8 ноября             | 1250      | ?     | 27,1 | 20,4 | 7,3 | 13,7 | 15,5 | 3,7 | 1,6   | 1,5 | 1,0 | 0,7    | 0,4 | 0,2 | 3,0      | 1,2 | 6,7     |
| GESOP/El Periòdic             | 6—8 ноября             | 903       | ?     | 26,3 | 19,0 | 7,5 | 14,0 | 15,6 | 2,7 | 1,4   | —   | —   | —      | —   | —   | 2,9      | 1,1 | 7,3     |
| Demoscopia Servicios/ESdiario | 7 ноября               | ?         | 72,1  | 26,6 | 20,9 | 7,2 | 13,2 | 15,7 | 4,1 | 1,5   | 1,5 | 1,0 | 0,6    | 0,4 | 0,3 | 2,7      | 1,0 | 5,7     |
| ElectoPanel/Electomanía       | 6—7 ноябрь             | 1250      | ?     | 27,3 | 20,1 | 7,8 | 13,5 | 15,2 | 3,7 | 1,6   | 1,5 | 1,0 | 0,7    | 0,4 | 0,2 | 3,1      | 1,2 | 7,2     |
| GESOP/El Periòdic             | 5—7 ноябрь             | 904       | ?     | 26,9 | 20,1 | 6,5 | 13,4 | 15,6 | 2,7 | 1,6   | —   | —   | —      | —   | —   | 2,5      | 1,4 | 6,8     |
| PSOE                          | 6 ноября               | ?         | ?     | 30,0 | ?    | 7,0 | ?    | 15,0 | —   | —     | —   | —   | —      | —   | —   | —        | —   | ?       |
| ElectoPanel/Electomanía       | 5—6 ноября             | 1250      | ?     | 27,3 | 20,2 | 8,1 | 13,1 | 14,8 | 3,7 | 1,6   | 1,5 | 1,0 | 0,7    | 0,4 | 0,2 | 3,1      | 1,2 | 7,1     |
| Hamalgama Métrica/OKDiario    | 4—6 ноября             | ?         | ?     | ?    | ?    | ?   | ?    | ?    | ?   | ?     | —   | —   | —      | —   | —   | ?        | —   | ?       |
| GESOP/El Periòdic             | 4—6 ноября             | 905       | ?     | 26,8 | 19,9 | 7,0 | 13,0 | 15,6 | 3,0 | 1,5   | —   | —   | —      | —   | —   | 2,6      | 1,3 | 6,9     |
| ElectoPanel/Electomanía       | 4—5 ноября             | 1250      | ?     | 27,1 | 20,4 | 8,4 | 12,8 | 14,7 | 3,8 | 1,7   | 1,5 | 1,1 | 0,7    | 0,4 | 0,2 | 3,1      | 1,3 | 6,7     |
| GESOP/El Periòdic             | 3—5 ноября             | 904       | ?     | 26,8 | 19,0 | 7,8 | 12,6 | 15,6 | 3,3 | 1,8   | —   | —   | —      | —   | —   | 2,8      | 1,4 | 7,8     |

## Результаты выборов

### Конгресс депутатов
| Партии и коалиции                          | Партии и коалиции                                         | Лидер                   | Голоса     | Голоса | Голоса  | Места | Места |
| Партии и коалиции                          | Партии и коалиции                                         | Лидер                   | Голоса     | %      | ± п. п. | Места | +/−   |
| ------------------------------------------ | --------------------------------------------------------- | ----------------------- | ---------- | ------ | ------- | ----- | ----- |
| Испанская социалистическая рабочая партия  | исп. Partido Socialista Obrero Español, PSOE              | Педро Санчес            | 6 792 199  | 28,00  | ▼0,67   | 120   | ▼3    |
| Народная партия                            | исп. Partido Popular, PP                                  | Пабло Касадо            | 5 047 040  | 20,81  | ▲4,12   | 89    | ▲23   |
| «Голос»                                    | исп. Vox                                                  | Сантьяго Абаскаль       | 3 656 979  | 15,08  | ▲4,82   | 52    | ▲28   |
| «Вместе мы можем»                          | исп. Unidos Podemos                                       | Пабло Иглесиас          | 3 119 364  | 12,86  | ▼1,46   | 35    | ▼7    |
| «Граждане — Гражданская партия»            | исп. Ciudadanos-Partido de la Ciudadanía, Cs              | Альберт Ривера          | 1 650 318  | 6,80   | ▼9,06   | 10    | ▼47   |
| РЛК—"Суверенисты"                          | кат. Esquerra Republicana de Catalunya - Sobiranistes     | Габриэль Руфиан         | 880 734    | 3,63   | ▼0,28   | 13    | ▼2    |
| «Мас Паис»                                 | исп. Más País                                             | Иньиго Эррехон          | 582 306    | 2,40   | новая   | 3     | новая |
| Вместе за Каталонию                        | кат. Junts per Catalunya                                  | Лаура Боррас            | 530 225    | 2,19   | ▲0,28   | 8     | ▲1    |
| Баскская националистическая партия         | баск. Euzko Alderdi Jeltzalea, EAJ                        | Айтор Эстебан           | 379 002    | 1,56   | ▲0,05   | 6     | ▬     |
| «Единство Страны Басков»                   | баск. Euskal Herria Bildu, EH Bildu                       | Мерче Айспуруа          | 277 621    | 1,14   | ▲0,15   | 5     | ▲1    |
| «Кандидатура народного единства»           | кат. Candidatura d'Unitat Popular, CUP                    | Карлес Риера            | 246 971    | 1,02   | новая   | 2     | новая |
| Анималистская партия за окружающую среду   | исп. Partido Antitaurino Contra el Maltrato Animal, PACMA | Лаура Дуарте            | 228 856    | 0,94   | ▼0,31   | 0     | ▬     |
| «Соглашение о националистическом единстве» | исп. Acuerdo de Unidad Nacionalista                       | Ана Орамас              | 124 289    | 0,51   | ▼0,15   | 2     | ▬     |
| Галисийский националистический блок        | галис. Bloque Nacionalista Galego                         | Нестор Рего             | 120 456    | 0,50   | ▼0,14   | 1     | ▲1    |
| «Наварра объединяет»                       | баск. Navarra Suma (NA+                                   | Серхио Сайас            | 99 078     | 0,41   | ▬0,03   | 2     | ▬     |
| Регионалистская партия Кантабрии           | исп. Partido Regionalista de Cantabria, PRC               | Хосе Мария Масон        | 68 830     | 0,28   | ▲0,08   | 1     | ▬     |
| «Сокращений ноль» — «Зелёная группа»       | исп. Recortes Cero—Grupo Verde                            | Нурия Суарес            | 35 042     | 0,14   | ▼0,04   | 0     | ▬     |
| За более справедливый мир                  | исп. Por un Mundo más Justo, PUM+J                        | Хорхе Серрано Парадинас | 27 272     | 0,11   | ▲0,03   | 0     | ▬     |
| «Теруэль существует»                       | араг. Teruel Existe                                       | Томас Гитарте           | 19 761     | 0,08   | ▲0,01   | 1     | ▲1    |
| Другие                                     | Другие                                                    | Другие                  | 147 242    | 0,60   | н/д     | 0     | ▬     |
| Против всех                                | Против всех                                               | Против всех             | 217 227    | 0,90   | ▲0,14   |       |       |
| Всего                                      | Всего                                                     | Всего                   | 24 258 228 | 100,00 |         | 350   | —     |
| Недействительные голоса                    | Недействительные голоса                                   | Недействительные голоса | 249 487    | 1,02   | ▼0,03   |       |       |
| Зарегистрировано / явка                    | Зарегистрировано / явка                                   | Зарегистрировано / явка | 37 001 379 | 66,23  | ▼5,53   |       |       |

### Сенат
В выборах 208 сенаторов приняли участие 24 387 177 человек (65,91 %), что на 5,41 процентных пункта меньше чем на предыдущих выборах в апреле. Недействительных бюллетеней — 561 601 (2,30 %), пустых бюллетеней — 451 449 (1,89 %). Из крупных партий и блоков без представительства в Сенате остались коалиция «Вместе мы можем» и партия «Граждане».
| Партии и коалиции                         | Партии и коалиции                                     | Места | Места |
| Партии и коалиции                         | Партии и коалиции                                     | Места | +/−   |
| ----------------------------------------- | ----------------------------------------------------- | ----- | ----- |
| Испанская социалистическая рабочая партия | исп. Partido Socialista Obrero Español, PSOE          | 93    | ▼30   |
| Народная партия                           | исп. Partido Popular, PP                              | 83    | ▲29   |
| РЛК — «Суверенисты»                       | кат. Esquerra Republicana de Catalunya - Sobiranistes | 11    | ▬     |
| Баскская националистическая партия        | баск. Euzko Alderdi Jeltzalea, EAJ                    | 9     | ▬     |
| Вместе за Каталонию                       | кат. Junts per Catalunya                              | 3     | ▲1    |
| «Наварра объединяет»                      | баск. Navarra Suma (NA+                               | 3     | ▬     |
| «Голос»                                   | исп. Vox                                              | 2     | ▲2    |
| «Теруэль существует»                      | араг. Teruel Existe                                   | 2     | ▲2    |
| «EH Bildu»                                | баск. Euskal Herria Bildu, EH Bildu                   | 1     | ▬     |
| Группа социалистов Гомеры                 | исп. Agrupación Socialista Gomera, ASG                | 1     | ▬     |
| Всего                                     | Всего                                                 | 208   | ▬     |

## После выборов
Главным неудачником по итогам досрочных выборов 2019 года стала правоцентристская партия «Граждане», потерявшая по итогам голосования более 80 % своих мест в Конгрессе и треть своих мест в Сенате (в основном в пользу Народной партии и «Голоса»). Уже 11 ноября, на следующий день после выборов, партийный лидер Альберт Ривера подал в отставку с поста лидера и объявил о намерении отказаться от места в Конгрессе, на которое он был избран, и полностью уйти из политики. Неудачно выступила левая коалиция «Вместе мы можем», потеряв 7 мест в Конгрессе из своих 42. Социалисты тоже понесли потери, но минимальные и смогли сохранить позицию ведущей парламентской силы, получив в обеих палатах испанского парламента больше мест чем любая другая партия. Левые каталонские националисты (Республиканская левая Каталонии и «Суверенисты») также потеряли места в Конгрессе, но смогли сохранить места в Сенате и остались ведущей каталонской политической силой.
Наибольший прогресс на ноябрьских выборах продемонстрировали правые Народная партия и партия «Голос». Народники смогли вернуть около трети мест, которые они потеряли в Конгрессе на выборах в апреле 2019 года, и почти половину мест в Сенате, которые они потеряли тогда же. Правая националистическая партия «Голос» и вовсе удвоило своё представительство в Конгрессе и получила свои первые места в Сенате, избираемые прямым голосованием. Левая коалиция «Мас Паис», созданная меньше чем за месяц до выборов, получила три места в Конгрессе, в первую очередь благодаря Мадриду, где она отобрала месту у социалистов и «Подемос». Успешно дебютировала на национальном уровне ультралевые каталонские сепаратисты из «Кандидатура народного единства», получив первые в своей истории места в национальном законодательном собрании.
5 января 2020 года в Конгрессе состоялось голосование по утверждению кандидатуры нового премьер-министра. За лидера социалистов Педро Санчесо проголосовало 166 депутатов (120 депутатов от ИСРП, 34 от «Вместе мы можем», 6 баскских националистов, 2 от «Мас Паис» и по одному от коалиции «Компромисс», «Новых Канар», галисийских националистов и «Теруэль существует»), против — 165 парламентариев (88 от Народной партии, 52 от партии «Голос», 10 от партии «Граждане», 8 от «Вместе за Каталонию», по 2 от «Кандидатуры народного единства» и Союза наваррского народа, по одному от Канарской коалиции, кантабрийских регионалистов и Астурийского форума), воздержались — 18 человек (13 от Республиканской левой Каталонии и 5 от «Единства Страны Басков»), 1 депутат от «Вместе мы можем» не участвовал в голосовании. Так как для утверждения кандидатуры нового премьер-министра требовалось 50 % + 1 голос (176 депутатов из 350), то было назначено новое голосование.
7 января состоялось повторное голосование. За Педро Санчеса отдали свои голоса 167 депутатов (на этот раз за проголосовал депутат от «Вместе мы можем» не участвовавший в голосовании 5 января, против — 165 парламентариев, 18 воздержались. Так как при повторном голосовании требовалось относительное большинство, то Педро Санчес во второй раз стал председателем правительства Испании.

### Комментарии
1. ↑  В том числе, 2 депутата от Союза наваррского народа и 1 от Астурийского форума
2. ↑  Альянс «Вместе мы можем» («Подемос» и «Объединённые левые»), «Вместе мы можем—Мы вносим изменения» (Каталония) и «Вместе за Галисию[исп.]» (Галисия).
3. ↑  Из них, 26 депутатов от «Вместе мы можем», 7 от «Вместе мы можем — Мы вносим изменения» и 2 от «Вместе за Галисию».
4. ↑  Коалиция «Мас Паис», «Экуо[исп.]», «Мас Компромисс[исп.]» и Союза арагонцев[исп.]
5. ↑  Из них, по 1 депутату от «Мас Паис», «Экуо» и «Мас Компромисс».
6. ↑  Коалиция партий Канарская коалиция, «Новые Канары[исп.]» и Канарской националистической партии[исп.]
7. ↑  Коалиция Союза наваррского народа[баск.] и наваррских отделений Народной партии и партии «Граждане».
8. ↑  Коалиция социально-политического и культурного движения «Сокращений ноль[исп.]» и «Зелёные — Зелёной группы[исп.]» при поддержке Коммунистического единства Испании[исп.].
9. ↑  Партии и блоки, набравшие менее 0,1 % голосов и не получившие мест в Конгрессе депутатов